# Esterhazya andina
Esterhazya andina là loài thực vật có hoa thuộc họ Cỏ chổi. Loài này được Herzog mô tả khoa học đầu tiên năm 1916.